# MyEx.com
MyEx.com fue un polémico sitio pornográfico de carácter gratuito centrado en el llamado porno vengativo que hacía negocio difundiendo fotografías de personas, en su gran mayoría mujeres, publicadas por antiguas parejas sexuales, haciendo público sus nombres reales.

## Concepto
MyEx.com ofrecía a antiguos amantes o parejas la oportunidad de subir fotos pornográficas de sus ex adquiridas durante el transcurso de la relación. Por lo general, las fotos se publicaban con el nombre completo de la persona que aparecía desnuda y, lo más importante, sin su consentimiento. Se solicitaban comentarios sexuales sobre los sujetos de las fotos a los visitantes del sitio. El sitio ganaba dinero a través de lo que ha sido descrito por los opositores del sitio como una forma de chantaje, solicitando a los sujetos que deseaban eliminar sus fotos pagar una tarifa por hacerlo. El 9 de enero de 2018, MyEx.com fue cerrado por la Comisión Federal de Comercio.

## Polémica
La pornografía de venganza en general es muy controvertida y ha sido objeto de repetidos intentos en diferentes jurisdicciones para criminalizarla. Una mujer de Misuri obtuvo una orden de restricción contra su abusador, un ex marido. El hombre publicó sus fotos desnuda en MyEx.com. Ella presionó para que se modificaran las leyes de Misuri tras descubrir que no había leyes contra la publicación de fotos de desnudos sexualmente explícitos, incluso con una orden de alejamiento en vigor.
Un hombre de Seattle fue declarado culpable y condenado a un año de cárcel tras publicar fotos de sus clientas en topless y desnudas en MyEx.com. Obtuvo las fotos ilegalmente a través de su trabajo como consultor informático. Su delito específico parecía ser el robo de las fotos, así como el acoso a las mujeres, más que la pornografía vengativa per se.
Además, se han presentado demandas civiles en relación con supuestas publicaciones específicas en MyEx.com. Una exesposa de Jeff Roehl, exjugador de los New York Giants, alegó que la ex estrella de la NFL había publicado sus fotos desnuda en MyEx.com.
También se han perdido puestos de trabajo como consecuencia de publicaciones en MyEx.com. El sitio web, junto con Google y Yahoo, también ha sido demandada por infracción de derechos de autor en relación con las fotos publicadas.

## Propiedad
MyEx.com era propiedad de Websolutions Netherlands BV.

## Retirada
MyEx.com fue retirado a mediados de enero de 2018 tras las denuncias presentadas por la Comisión Federal de Comercio de Estados Unidos y el Estado de Nevada.